# كيث ليونارد
كيث ليونارد (بالإنجليزية: Keith Leonard)‏ (10 نوفمبر 1950 ببرمنغهام في المملكة المتحدة - ) هو مدرب كرة قدم ولاعب كرة قدم بريطاني في مركز الهجوم. لعب مع أستون فيلا وبورت فايل.

## وصلات خارجية
- كيث ليونارد على موقع قاعدة بيانات كرة القدم.إي يو (الإنجليزية)